# 电流-电压特性曲线
电流-电压特性曲线（伏安特性曲线）是表示通过电子仪器的直流电电流与仪器终端直流电电压两者之间的关系，电机工程人员等其他研究人员透过这些图表去确定仪器的基本参数及电路的特性，他们常称这些图表作“I-V表”；也称作伏安特性曲线，伏安特性曲线图常用纵坐标表示电流I、横坐标表示电压U，以此画出的I-U图像叫做导体的伏安特性曲线图。这种图像常被用来研究导体电阻的变化规律，是物理学常用的图像法之一。
一颗晶体管的跨导性及厄尔利电压，除可透过使用实验室中的示波器量度外，也可使用这些图表找出，因此这是I-V表的应用例子之一。
在I-V表的众多应用中，以查找电阻的有关数值最为简单。根据欧姆定律，在大多数的情况下，电阻的电压与电流的数值成正比，因此I-V图呈直线。只有在电阻使用某种物料或在某个温度环境下，方会出现非直线图表。

## 二极管伏安特性曲线
当二极管外加正向电压很低时，正向电流很小，几乎为0。当正向电压超过一定数值后，电流增长很快。这个数值的正向电压被成为死区电压或开启电压，其大小与材料及环境温度有关。